# Amfibieni

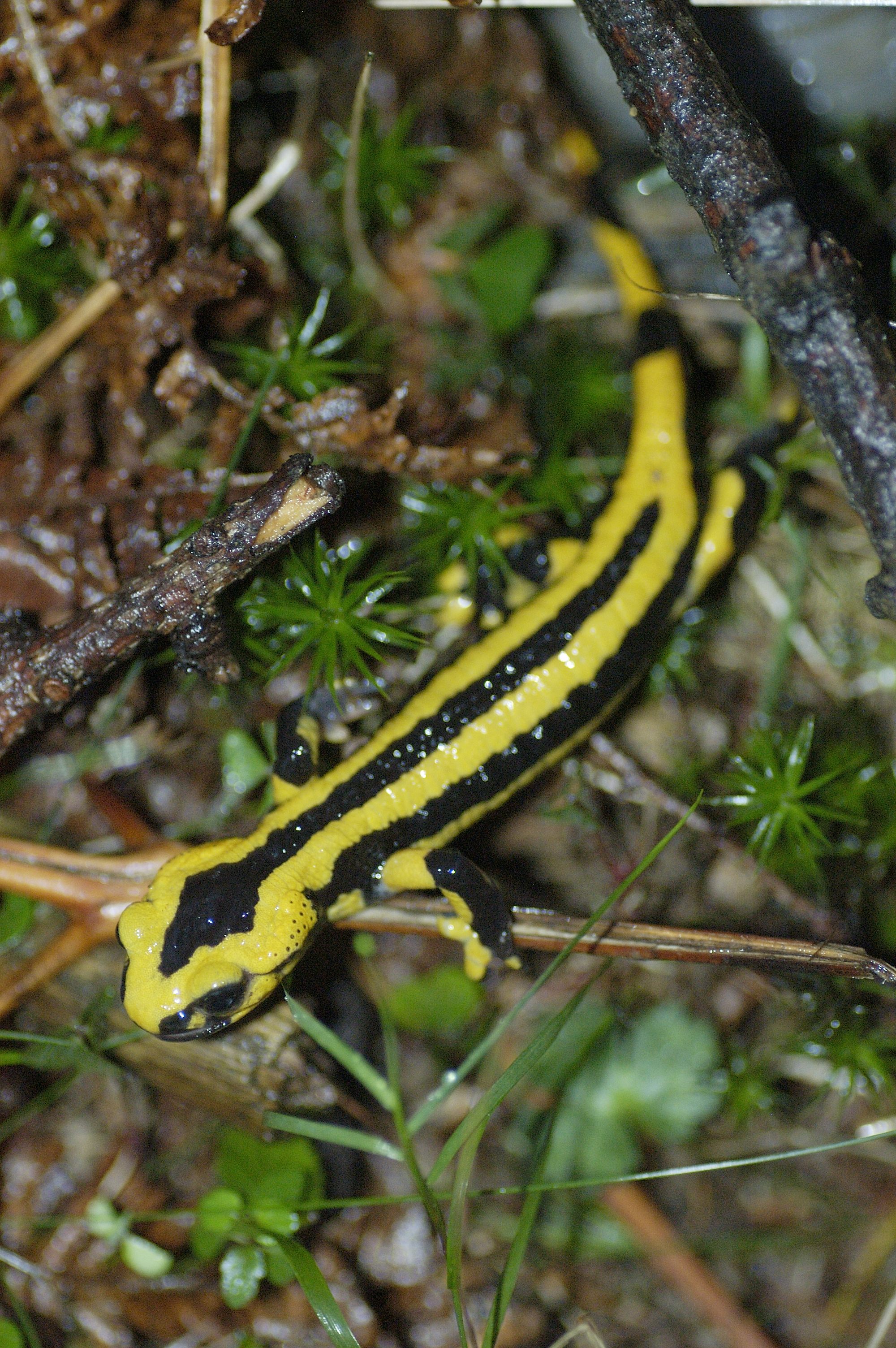
Salamandră

Amphibia (din greaca veche: ἀμφίβιος, amphíbios - „ambele moduri de viață”) este o clasă de animale ovipare și poichiloterme, de dimensiuni diferite. Acestea au fost printre primele animale, ce au cucerit uscatul, apărând cu aproximativ 350 milioane ani în urmă. Din punct de vedere sistematic, clasa amfibienilor se împarte în categorii: Caudata - amfibieni cu coadă - și Ecaudata - amfibieni fără coadă. Primul ordin cuprinde specii ca tritonul obișnuit, salamandra cu pete etc., iar din al doilea fac parte numeroase varietăți de broaște.
Pe la sfârșitul Devonianului în apele dulci apar primii amfibieni - ihtiostega (Iphthyostega).
Ei au constituit adevărate forme de trecere de la crosopterigieni la amfibieni.

## Morfologie externă

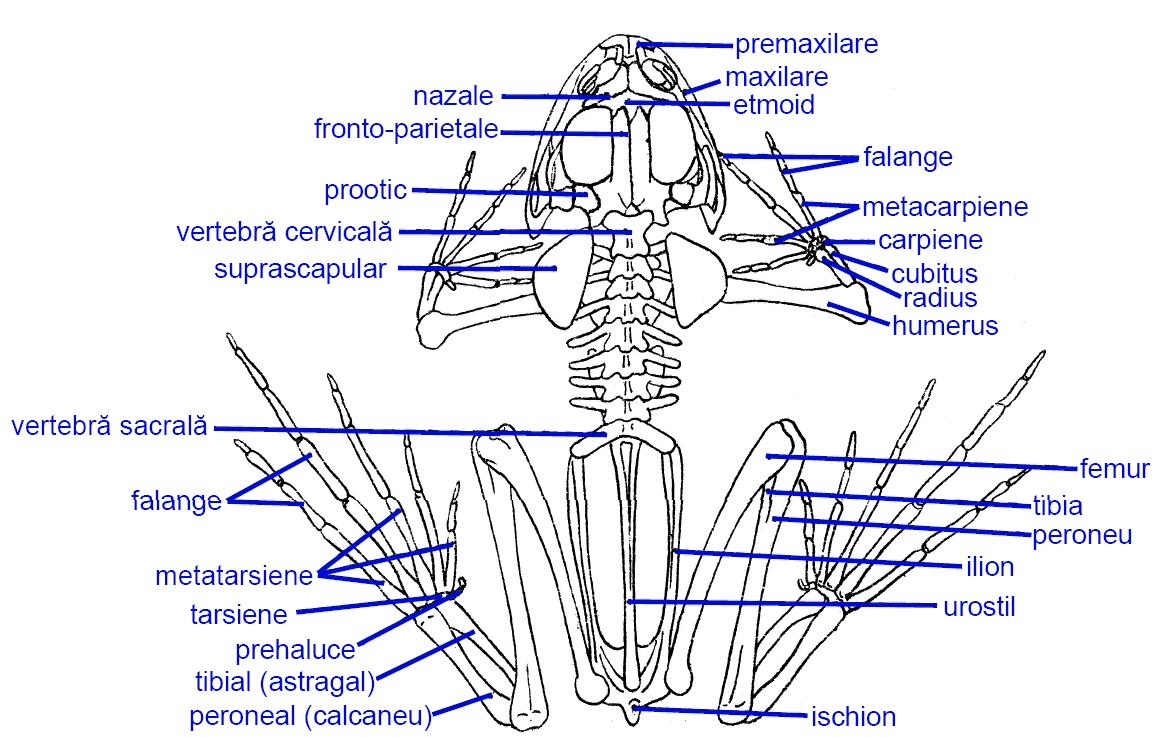
Scheletul la broască (Rana esculenta).

Pielea amfibienilor este subțire, lipsită de pilozități, bogat vascularizată, delicată și conține mulți pori, ce participă la respirație. Respirația prin piele la amfibieni este foarte importantă, unele specii, precum salamandra, depinzând aproape exclusiv de acest mod de respirație. Pielea amfibienilor are foarte multe glande, ce secretă mucus. Ochii amfibienilor sunt mari și sunt dispuși lateral, pentru a mări câmpul vizual și pentru a se feri de prădători.

## Sistemul nervos
Sistemul nervos este mai dezvoltat decât la pești.
Encefalul la amfibieni prezintă emisfere cerebrale mai bine individualizate, iar tuberculii bigemeni au tendința să se dedubleze. Epifiza este dezvoltată la anure, la mormolocii acestora prezentându-se sub forma unei vezicule situate deasupra craniului, sub piele.

## Sistemul circulator
Inima este alcătuită din trei camere: doua atrii și un ventricul. La formele inferioare (apode și caudate) atriul stâng și cel drept nu sunt complet separate. La formele superioare atriile sunt complet separate, dar la toți amfibienii ambele atrii comunică cu ventriculul printr-un orificiu comun.

## Sistemul digestiv
La amfibieni aparatul bucal este reprezentat prin orificiul bucal și cavitatea bucală mare în care se află limba, a cărei formă diferă de la specie la specie. La toți amfibienii limba este lipicioasă și ajută la prinderea prăzii. Prada este prinsă cu partea anterioară a limbii. În cavitatea bucală se deschid ductele glandelor salivare. Dinții la amfibieni sunt mărunți sau lipsesc. Dinții sunt dispuși pe maxilarele superioare, pe vomer, la unele specii și pe mandibulă. Din cavitatea bucală hrana trece în esofagul scurt ce se deschide într-un stomac mic, unde se digeră parțial. Sistemul digestiv al amfibienilor se deosebește de cel al peștilor prin:
- apariția limbii;
- apariția glandelor salivare;
- diferențierea intestinului în intestin gros și subțire;
- diferențierea duodenului.

## Hrănirea
Broaștele se hrănesc cu prăzi mișcătoare, de obicei insecte. Mărimea prăzii depinde de mărimea broaștei și a gurii sale. Broasca-bou africană mănâncă aproape orice poate înghiți, inclusiv șerpi veninoși, miriapode uriașe, scorpioni și chiar alte broaște-bou. După ce și-a localizat prada, broasca se întoarce spre ea, se năpustește asupra ei, și o prinde cu vârful limbii lipicioase. Insecta nu este mușcată sau mestecată, ci înghițită de vie.

## Reproducere și ciclul vieții
Reproducerea amfibiilor este sexuată și se petrece în mediul acvatic. Fecundația este externă. Din ouă ies larve branhiate denumite popular „mormoloci”. Aceștia au coadă și au respirație branhială. Dezvoltarea se face prin metamorfoza ou-mormoloc-adult.

## Sistematică
Subclase:
- † Labyrinthodontia
- † Lepospondyli
- Lissamphibia